# R Ophiuchi
R Ophiuchi är en pulserande variabel av Mira Ceti-typ (M) i stjärnbilden Ormbäraren. 
Stjärnan var den första i Ormbärarens stjärnbild som fick en variabelbeteckning.
R Ophiuchi varierar mellan visuell magnitud +7 och 13,8 med en period av 306,5 dygn.

## Fotnoter
1. ↑  Variabelstjärnornas beteckningar börjar med bokstäverna R-Z, därefter A-Q , följt av RR-ZZ och AA-QQ, varefter de börjar betecknas med bokstaven V och ett ordningsnummer, från och med V335.